# 苏格兰共产党
苏格兰共产党（英語：Communist Party of Scotland，缩写为CPS）是英国苏格兰的一个已不存在的共产主义政党，成立于1992年。2018年左右，该党解散。

## 历史
1991年，受苏东剧变影响，大不列颠共产党决定重组为民主左翼智库，许多苏格兰地区的党员不同意这一决定，于是另外成立了苏格兰共产党，总部设在格拉斯哥。
280名前英共成员加入了苏格兰共产党，包括曾在上世纪70-80年代担任全国矿工联盟领导成员的迈克·麦克格黑。大不列颠共产党前总书记戈登·麦克伦南也与该党有来往。
苏格兰共产党没有参加议会选举，但在最近几次议会选举中支持苏格兰社会党。苏格兰共产党参与苏格兰政局不多，但他们一直支持法夫市议员威廉·克拉克。该党的党费标准是有工作者每年10欧元，无工作者每年5欧元。

## 主张
苏格兰共产党支持苏格兰独立。该党的全国书记恩里克·坎宁是致力于2014年苏格兰独立公投的“独立第一”运动的一个名誉召集人，他在2017年12月去世于全国书记任上。